# Sovjetski rubalj
Sovjetski rubalj (rus. рубль), ISO 4217: SUR je bio službeno sredstvo plaćanja u Sovjetskom Savezu. Označava se simbolom руб, a dijelio se na 100 kopejki (rus. копе́йка) sa simbolom к.
U optjecaju su bile kovanice od 1, 2, 3, 5, 10, 15, 20, 50 kopejki, 1, 3, 5, 10 rubalja, i novčanice od 1, 3, 5, 10, 25, 50, 100, 200, 500, 1000 rubalja.

## Naziv valute
Sovjetski rubalj je imao različite nazive na različitim jezicima naroda u Sovjetskom Savezu, često potpuno drugačije od ruskog naziva.
Sve novčanice su imale naziv valute ispisan na svim službenim jezicima, s tim da je natpis na finskom jeziku zadnji put na novčanicama bio 1947.
Neki od današnjih naziva valuta zemalja bivšeg Sovjetskog Saveza su ustvari lokalni nazivi za rubalj.
Naziv valute po redoslijedu kojim je bio ispisan na novčanicama:
| Jezik      | Na lokalnom jeziku | Na lokalnom jeziku | Transliteracija | Transliteracija |
| Jezik      | rubalj             | kopejka            | rubalj          | kopejka         |
| ---------- | ------------------ | ------------------ | --------------- | --------------- |
| Ruski      | рубль              | копейка            | rubl’           | kopeyka         |
| Ukrajinski | карбованець        | копійка            | karbovanets’    | kopiyka         |
| Bjeloruski | рубель             | капейка            | rubyel’         | kapyeyka        |
| Uzbečki    | сўм                | тийин              | so‘m            | tiyin           |
| Kazački    | сом                | тиын               | som             | tïın            |
| Gruzijski  | მანეთი             | კაპიკი             | maneti          | kapiki          |
| Azerski    | манат              | гəпик              | manat           | qəpik           |
| Litvanski  | rublis             | kapeika            | —               | —               |
| Finski     | rupla              | kopeekka           | —               | —               |
| Moldavski  | рублэ              | копейкэ            | rublă           | copeică         |
| Latvijski  | rublis             | kapeika            | —               | —               |
| Kirgiški   | сом                | тыйын              | som             | tıyın           |
| Tadžički   | сӯм                | тин                | sum             | tin             |
| Armenski   | ռուբլի             | կոպեկ              | roubli          | kopek           |
| Turkmenski | манат              | көпүк              | manat           | köpük           |
| Estonski   | rubla              | kopikas            | —               | —               |

## Povijest sovjetskog rublja

### Prvi sovjetski rubalj 1919. – 1921.
Zbog visoke inflacije u prvo vrijeme sovjetske vlasti, tiskane su samo novčanice, i to u apoenima od 1, 2, 3, 5, 10, 15, 25, 50, 60, 100, 250, 500, 1000, 5000, 10.000, 25.000, 50.000 i 100.000.

### Drugi sovjetski rubalj 1922.
Godine 1922. došlo je do prve denominacije i 10.000 starih rubalja iz 1919. – 1921. zamijenjeno je za 1 novi rubalj.

### Treći sovjetski rubalj 1923. – 1924.
Druga denominacija bila je 1923., u omjeru 1 rubalj iz 1923. za 100 rubalj iz 1922. Tiskane su samo novčanice.

### Četvrti sovjetski rubalj 1924. – 1947.
Treća denominacija bila je 1924., u omjeru 1 "zlatni" rubalj za 50.000 prethodnih rubalja.

### Peti sovjetski rubalj 1947. – 1961.
Nakon drugog svjetskog rata rubalj je denominiran u omjeru 1:10 (osim pologa u bankama do iznosa od 3000 rubalja) kako bi se smanjila količina gotovog novca u optjecaju.

### Šesti sovjetski rubalj 1961. – 1991.
Zadnja reforma dogodila se 1961. te je sovjetski rubalj održavao paritet s britanskom funtom sve do raspada Sovjetskog Saveza.